# أندرو فيرغسون
أندرو فيرغسون (بالإنجليزية: Andrew Ferguson)‏ هو صحفي أمريكي، ولد في 28 يونيو 1956.

## وصلات خارجية
- أندرو فيرغسون على موقع ميوزك برينز (الإنجليزية)
- أندرو فيرغسون على موقع إن إن دي بي (الإنجليزية)